# Bruce tout-puissant
Cet article possède un paronyme, voir Bruce.
Série
Evan tout-puissant
(2007)
Pour plus de détails, voir Fiche technique et Distribution.
Bruce tout-puissant ou Bruce le tout-puissant en Belgique et au Québec (Bruce Almighty) est un film américain de Tom Shadyac sorti en 2003. Il a pour suite Evan tout-puissant.

## Synopsis
Journaliste pour la chaîne locale de Buffalo, Bruce Nolan est réputé pour ses sujets humains et originaux. Pourtant, sous ce personnage léger, se cache un homme à deux doigts d'exploser qui n'en peut plus d'être évincé des bonnes places. Même sa compagne, Grace, a de plus en plus de mal à le calmer. Lors de son premier reportage en direct, Bruce ne supporte pas la nomination de son rival Evan Baxter comme présentateur et perd les pédales en direct sous le coup de l'émotion. Il se fait renvoyer et, prenant la défense d'un SDF, il est lui-même violenté par les agresseurs. Plus tard, à la suite d'une perte d'attention, il est victime d'un léger accident de la route et s'en prend à Dieu qui lui répond.
Le Tout-Puissant le met au défi de gérer l'univers mieux qu'il ne le fait, en lui offrant ses pouvoirs divins pendant sept jours avec la seule condition de respecter le libre arbitre. Seulement, Bruce ne va utiliser ses nouveaux pouvoirs que pour son intérêt personnel. D'abord, il « emprunte » une chemise dernier cri en vitrine, ensuite il donne une leçon aux voyous qui l'ont agressé la veille et s'offre une nuit d'amour divine au clair de lune. Le lendemain, il transforme sa voiture accidentée en une voiture de haut standing, puis il franchit les embouteillages en écartant les autres véhicules qui lui barraient la route et, grâce à ses reportages improvisés autour d'évènements extraordinaires qu'il provoque lui-même, récupère sa place et devient « Monsieur Exclusivité ». Après avoir évincé Evan, en lui ayant d'abord fait faire toutes sortes de loufoqueries en direct, il obtient enfin le poste de présentateur et l'annonce dans un grand restaurant de Buffalo à Grace qui, elle, espérait qu'il allait lui faire sa demande en mariage.
Cependant, il commence à entendre les prières normalement destinées à Dieu. Le Tout-Puissant le revoit et lui dit qu'il va devoir changer d'attitude et écouter les prières des mortels. Bruce télécharge les prières de tout le monde sur ordinateur et les exauce sans se pencher sur leur contenu. 
La nouvelle situation de Bruce finit par lui monter à la tête, mais les choses s'enveniment avec sa compagne qui le quitte après l'avoir surpris en train d'embrasser la présentatrice Susan Ortega, et toutes ses tentatives visant à se faire pardonner se soldent par un échec en raison du libre arbitre. Alors que Bruce fait ses débuts de présentateur, des émeutes éclatent dans tout Buffalo, résultant des prières qu'il a « exaucées ». Réalisant que ce n'est pas si facile que cela « de jouer au Bon Dieu », il appelle le Tout-Puissant à son secours. Ce dernier lui fait comprendre que tout un chacun a en lui l'étincelle divine permettant de réaliser des miracles. Bruce suit les conseils de Dieu et, pour réparer ses bêtises, va même jusqu'à renoncer à son poste de présentateur au profit d'Evan. Mais la situation n'est pas réglée avec Grace. Bruce découvre alors que cette dernière prie beaucoup pour lui. De tristesse, Bruce s'agenouille sur une autoroute où un camion le fauche. Quand il arrive au paradis, il revoit Dieu qui le renvoie sur Terre pour vivre avec la femme de sa vie.

## Fiche technique
- Titre original : Bruce Almighty
- Titre français : Bruce tout-puissant
- Titre québécois : Bruce le tout-puissant (également nommé en Belgique)
- Réalisation : Tom Shadyac
- Scénario : Steve Koren, Mark O'Keefe et Steve Oedekerk, d'après une histoire de Steve Koren et Mark O'Keefe
- Producteurs : Michael Bostick, James D. Brubaker, Jim Carrey, Steve Koren, Mark O'Keefe et Tom Shadyac
- Producteurs délégués : Gary Barber, Roger Birnbaum et Steve Oedekerk
- Producteurs associés : Linda Fields Hill, Jonathan M. Watson et Janet Wattles
- Musique : John Debney
- Directeur de la photographie : Dean Semler
- Montage : Scott Hill
- Distribution des rôles : Junie Lowry-Johnson et Ron Surma
- Création des décors : Linda DeScenna
- Direction artistique : Jim Nedza
- Décorateur de plateau : Ric McElvin
- Création des costumes : Judy Ruskin Howell
- Société de distribution : Universal Pictures
- Pays d'origine :  États-Unis
- Langue originale : anglais
- Budget : 81 millions de dollars
- Genre : comédie, fantastique
- Durée : 101 minutes
- Dates de sortie :
  - États-Unis, Canada : 23 mai 2003
  - Suisse romande : 11 juin 2003
  - Belgique : 9 juillet 2003
  - France : 3 septembre 2003
- Date de sortie DVD :
  - France : 3 mars 2004

## Distribution
| Jim Carrey alias Bruce. |  | Jennifer Aniston alias Grace Connelly. |  | Morgan Freeman alias Dieu. |
| Jim Carrey alias Bruce. |  | Jennifer Aniston alias Grace Connelly. |  | Morgan Freeman alias Dieu. |

- Jim Carrey (VF : Emmanuel Curtil et VQ : Daniel Picard) : Bruce Nolan
- Jennifer Aniston (VF : Dorothée Jemma et VQ : Isabelle Leyrolles) : Grace Connelly
- Morgan Freeman (VF : Med Hondo et VQ : Aubert Pallascio) : Dieu
- Lisa Ann Walter (VF : Déborah Perret et VQ : Line Boucher) : Debbie Connelly
- Philip Baker Hall (VF : Philippe Nahon et VQ : Hubert Gagnon) : Jack Baylor
- Steve Carell (VF : Pierre Laurent et VQ : Joël Legendre) : Evan Baxter
- Catherine Bell (VF : Marion Valantine et VQ : Chantal Baril) : Susan Ortega
- Nora Dunn (VF : Anne Canovas et VQ : Viviane Pacal) : Ally Loman
- Sally Kirkland : Anita Mann
- Eddie Jemison : Bobby
- Tony Bennett : lui-même

- Version française
  - Société de doublage : Dubbing Brothers
  - Direction artistique : Isabelle Brannens
  - Adaptation des dialogues : Philippe Videcoq

Source et légende : Version française (VF) sur AlloDoublage et Version Québécoise (VQ) sur Doublage Québec

## Production
Bruce tout-puissant est la troisième collaboration entre le réalisateur Tom Shadyac et l'acteur Jim Carrey après Ace Ventura, détective pour chiens et chats (1994) et Menteur, menteur (1997)
Il s'agit du premier film dans lequel Jim Carrey officie comme producteur.

### Casting
Eva Mendes était initialement pressentie pour incarner Susan Ortega. Mais pour des raisons d'emploi du temps, elle refusa le rôle, finalement échue à Catherine Bell, plus connue pour avoir incarné le colonel Sara MacKenzie dans la série J.A.G.

### Bande originale
1. One of Us - Joan Osborne
2. God-Shaped Hole - Plumb
3. You’re A God - Vertical Horizon
4. The Power - Penny Ford (en) (produit par Snap!)
5. A Little Less Conversation - Elvis vs. JXL
6. The Rockafeller Skank - Fatboy Slim
7. God Gave Me Everything - Mick Jagger
8. I'm with you - Avril Lavigne
9. AB Positive
10. Walking On Water
11. Seventh at Seven
12. Bruce Meets God
13. Bruce’s Prayer
14. Grace’s Prayer

## Box office et critiques

### Box-office
- États-Unis : 242 829 261 dollars [4]
- France : 2 682 314 entrées [5]
- Total  Mondial : 484 592 874 dollars[4]

Le film a été officiellement interdit en Égypte pour son contenu qualifié de « sacrilège ».

## Clins d'œil cinématographiques
Dans le film, certaines scènes contiennent des références directes à d'autres œuvres cinématographiques.

### La vie est belle
Lorsque Bruce est à la fête et que sa compagne regarde la télévision, elle regarde le film La vie est belle de Frank Capra. Plus tôt dans le film, Bruce fait référence à ce film en attrapant la Lune au lasso.

### Les Temps modernes
Lorsque Bruce est assis devant son ordinateur et qu'il recueille tous ses courriels, il dit qu'il aimerait boire du café. Ainsi, un Colombien arrive à sa fenêtre et lui donne du café directement dans sa tasse. Cette scène est similaire au film Les Temps modernes de Charlie Chaplin. Alors qu'il vit avec sa compagne, Charlot appelle une vache par la fenêtre. Lorsqu'elle arrive, il lui prend directement son lait.

### Retour vers le futur
Lorsque Bruce passe en direct pour la première fois dans un studio, il apprend la nouvelle de la manifestation devant les studios, il sort, marche et passe devant l'hôtel de ville de Retour vers le futur. En effet, certaines scènes extérieures du film ont été tournées sur le même plateau des studios Universal.
Lorsque la voiture de Bruce refuse de démarrer, celui-ci donne un coup sur le volant et crie « Démarre ! », de la même façon que Marty McFly dans Retour Vers le Futur lors de la scène du départ. De plus, la Datsun 240Z de Bruce émet le même bruit que la Delorean du film.
Une autre référence à Retour vers le futur peut être perçue peu avant cette scène : en effet, lorsque Bruce marche sur la flaque d'eau, il bloque un petit instant, se demandant s'il a rêvé. Un effet sonore présent dans Retour vers le futur retentit alors.

### Ace Ventura
Lorsque Bruce et Dieu finissent de nettoyer le sol de l'entrepôt blanc ensemble, Dieu dit « Voilà une bonne chose de faite », mais dans la version originale, il dit « All-righty then » qui est la fameuse réplique qu'Ace Ventura répète de nombreuses fois dans le film.

### L'Inspecteur Harry
Alors qu'il est dans sa voiture et tente de se ressaisir, Bruce (Jim Carrey) imite soudain l'expression et le rictus de Clint Eastwood. Il sort notamment un .44 Magnum : il s'agit d'une référence à L'Inspecteur Harry. À noter que Carrey a tourné deux films dans lequel Eastwood avait le rôle principal : Pink Cadillac et La Dernière Cible (dernier volet de la saga de l'Inspecteur Harry).

### The Mask
Quand Bruce (Jim Carrey) attend que l'équipe de Channel 5 finisse de tourner, assis sur sa voiture, nous l'entendons siffler la mélodie de Sancho de Cuba (Cuban Pete), chanson chantée par Jim Carrey lui-même dans le film The Mask où il tient également le rôle principal.

### Les Chariots de feu
Vers le début du film, après que la boulangerie a battu le record du plus gros cookie, dont Bruce fait l’interview, on peut entendre la musique du film Les Chariots de feu.

## Récompenses
Note : Les informations ci-dessous sont issues de la page Awards du film sur l'Internet Movie Database
| Année | Prix                                   | Catégorie                                 | Nomination                      | Résultat   |
| ----- | -------------------------------------- | ----------------------------------------- | ------------------------------- | ---------- |
| 2003  | Teen Choice Awards                     | Meilleur acteur dans un film de comédie   | Jim Carrey                      | Lauréat    |
| 2003  | Teen Choice Awards                     | Meilleure actrice dans un film de comédie | Jennifer Aniston                | Nomination |
| 2003  | Teen Choice Awards                     | Meilleure alchimie                        | Jim Carrey et Morgan Freeman    | Nomination |
| 2004  | ASCAP Film and Television Music Awards | Meilleure chanson dans un film            | Graham Edwards et Avril Lavigne | Lauréat    |
| 2004  | ASCAP Film and Television Music Awards | Top Box Office Films                      | John Debney                     | Lauréat    |
| 2004  | BET Comedy Awards                      | Meilleur acteur dans un second rôle       | Morgan Freeman                  | Nomination |
| 2004  | Black Reel Awards                      | Meilleur acteur dans un second rôle       | Morgan Freeman                  | Nomination |
| 2004  | NAACP Image Awards                     | Meilleur acteur dans un second rôle       | Morgan Freeman                  | Lauréat    |
| 2004  | Kids' Choice Awards                    | Acteur favoris                            | Jim Carrey                      | Lauréat    |
| 2004  | Kids' Choice Awards                    | Film favoris                              | Bruce tout-puissant             | Nomination |
| 2004  | MTV Movie Awards                       | Meilleure prestation comique              | Jim Carrey                      | Nomination |
| 2004  | MTV Movie Awards                       | Meilleur baiser                           | Jim Carrey et Jennifer Aniston  | Nomination |
| 2004  | People's Choice Awards                 | Comédie préférée                          | Bruce tout-puissant             | Lauréat    |

## Suite
Une suite indirecte de Bruce tout-puissant, Evan tout-puissant (Evan Almighty), est sortie en salles en 2007, toujours mise en scène par Tom Shadyac. Seuls Steve Carell et Morgan Freeman ont repris leurs rôles. Catherine Bell (qui incarne Susan Ortega) y fait une apparition non créditée. Mais ce second opus n'a pas rencontré le succès de son prédécesseur.